# آروی آتلانتیس (ای‌جی‌اوآر-۲۵)
آروی آتلانتیس (ای‌جی‌اوآر-۲۵) (به انگلیسی: RV Atlantis (AGOR-25)) یک کشتی است که طول آن 273.2 ft. 9  in. (83.2 m) می‌باشد. این کشتی در سال ۱۹۹۶ ساخته شد.